# دختر به‌قتل‌رسیده
دختر به‌قتل‌رسیده (فرانسوی: La jeune fille assassinée‎) یا شارلوت (به انگلیسی: Charlotte) یک فیلم جنایی دلهره‌آور اروتیک به کارگردانی روژه وادیم است که در سال ۱۹۷۴ منتشر شد. از بازیگران آن می‌توان به سیرپا لین، الکساندر آستروک، میشل دوشوسوآ، و روژه وادیم اشاره کرد.